# Ibrahim Hassan
Ibrahim Hassan (en árabe: إبراهيم حسن حسين‎) (Helwan, El Cairo, 10 de agosto de 1966) es un exfutbolista egipcio que jugaba como lateral derecho. Jugó la mayor parte de su carrera en el Al-Ahly, donde permaneció durante 13 temporadas, desde 1984 hasta 1990 y desde 1992 hasta 1999. También tuvo una etapa en el Zamalek S. C. desde 2000 hasta 2004. Su último equipo fue el Al-Masry. 

## Carrera

### Club
| Periodo   | Club                   |
| --------- | ---------------------- |
| 1984-1990 | Al-Ahly                |
| 1990-1991 | PAOK de Salónica F. C. |
| 1991-1992 | Neuchâtel Xamax F. C.  |
| 1992-1999 | Al-Ahly                |
| 1999-2000 | Al-Ain F. C.           |
| 2000-2004 | Zamalek S. C.          |
| 2004-2006 | Al-Masry               |

### Selección nacional
Jugó para Egipto en 131 ocasiones, desde 1988 hasta 2002, y anotó 14 goles; participó en la Copa Mundial de Fútbol de 1990 y junto a su hermano gemelo, Hossam Hassan, se convirtieron en los primeros futbolistas africanos en estar en el Club de los Cien de la FIFA, además de ser el único futbolista de Egipto en integrar la selección de Resto del Mundo, en tres ocasiones. También participó en la Copa FIFA Confederaciones 1999 y en tres ediciones de la Copa Africana de Naciones.

## Logros

### Club
- Liga Premier de Egipto (13): 1984-85, 1985-86, 1986-87, 1988-89, 1993-94, 1994-95, 1995-96, 1996-97, 1997-98, 1998-99, 2000-01, 2002-03, 2003-04
- Copa de Egipto (5): 1984-85, 1988-89, 1992-93, 1995-96, 2001-02
- Supercopa de Egipto (2): 2001, 2002
- UAE Pro League (1): 1999-00
- Recopa Africana (4): 1984, 1985, 1986, 1993
- Liga de Campeones de la CAF (2): 1987, 2002
- Copa Afroasiática (1): 1988
- Recopa Árabe (1): 1994
- Campeonato de Clubes Árabes (2): 1996, 2003
- Supercopa Árabe (2): 1997, 1998
- Supercopa de la CAF (1): 2003

### Selección nacional
- Juegos Panarábicos (1): 1992
- Copa de Naciones Árabe (1): 1992